# Nations Under Attack
Nations Under Attack es el segundo álbum de estudio de la banda paraguaya de thrash metal The Force. Fue lanzado a finales de marzo de 2011. El disco recibió buenas críticas por parte de los fans de la banda.
El álbum cuenta con 8 temas, entre los que se encuentra el sencillo "The Longest Day" que fue lanzado en la página web del grupo antes que el álbum saliera a la venta y siendo muy bien recibido por varios fans internacionales. En el segundo sencillo "Neckbreaking Metal" son mencionados diversos grupos de la escena del metal paraguayo.

## Lista de canciones
1. The Barraks.
2. Nations Under Attack.
3. Doomsday.
4. The Longest Day.
5. Neckbreaking Metal.
6. NightLords.
7. Fight Till' the End.
8. Stampede of a Thousand Stallions.

## Formación
- Mike Martínez: voces, guitarras
- Carlos Carvallo: guitarra, coros
- Juan Barrios: bajo
- Luis Almada: batería

- Datos: Q6038704